# أتيت
أتِيْت (بالإنجليزية: Atete)‏، في الأساطير الإفريقية، هي إلهة الخصوبة، والتي تُعبد في إقليم كافا [الإنجليزية] (إثيوبيا، وشمال شرق إفريقيا).
جرى استيعابها ودمجها في عبادة مريم العذراء المسيحية، لكنها على الأرجح كانت موضوع طقوس خصوبة قديمة تؤديها النسوة اللائي يجمعن العديد من النباتات المقدسة ويرمينها في النهر. ويسمى المهرجان الذي يُفعل فيه ذلك (آستار يو مريم)، ويعني عيد الغطاس الخاص بمريم.